# Maximilian Leidesdorf

Leidesdorf, circa 1875

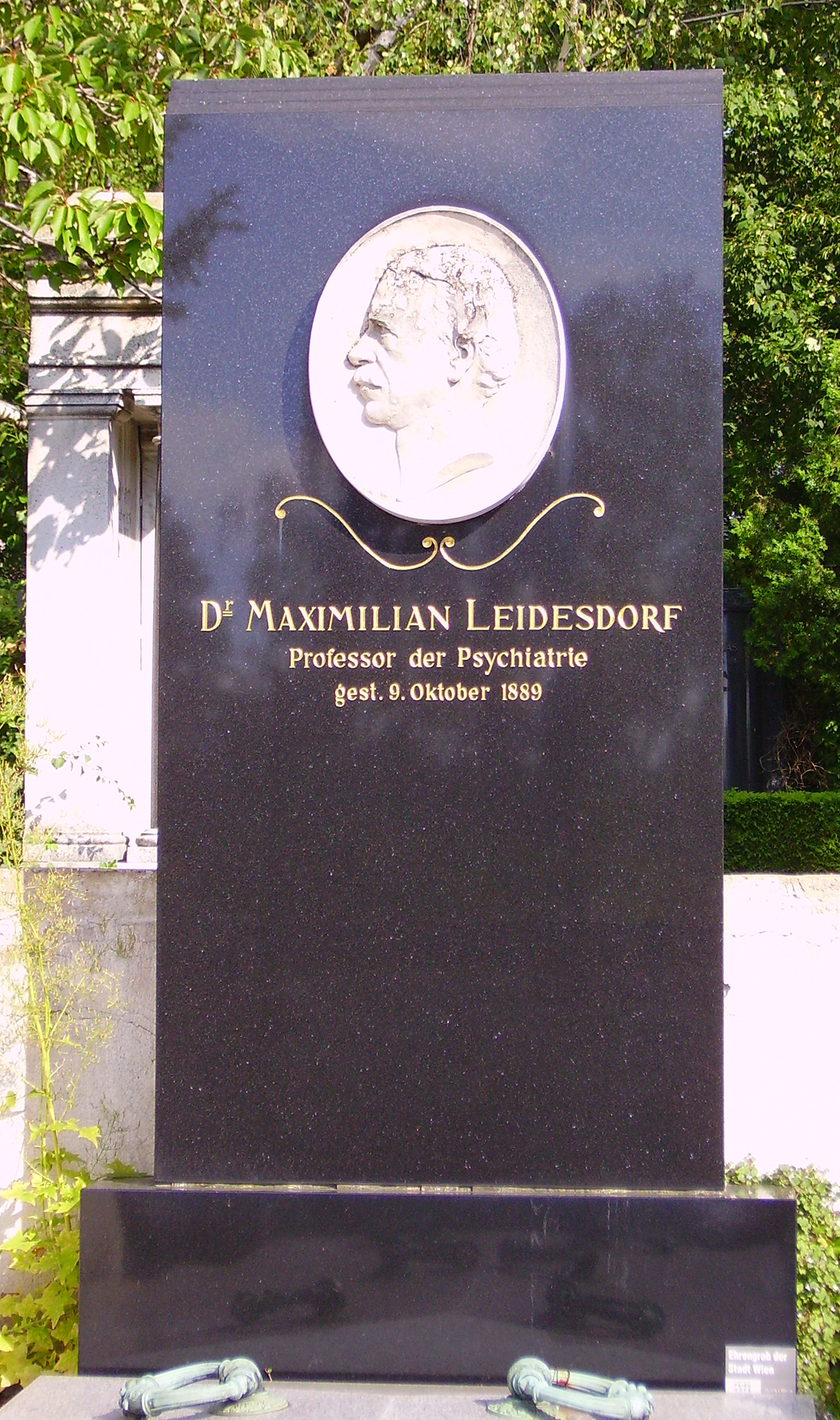
Ehrengrab Leidesdorfs auf dem Döblinger Friedhof

Maximilian (Max) Leidesdorf (* 27. Juni 1816 in Wien; † 9. Oktober 1889 in Ober-Döbling bei Wien, heute Wien) war ein österreichischer Psychiater.
Maximilian Leidesdorf promovierte 1845 in Bonn und wirkte als Spitalsarzt in Moskau und war von 1848 bis 1852 als Leiter einer privaten Irrenanstalt in St. Petersburg. Im Jahre 1856 habilitierte er sich an der Wiener Universität. Im Jahre 1866 wurde er außerordentlicher Professor für Psychiatrie an der Universität Wien. Ab 1872 war Leidesdorf als Nachfolger von Theodor Meynert Primararzt der Irrenabteilung im Allgemeinen Krankenhaus der Stadt Wien. Ab 1886 war er Mitglied des Obersten Sanitätsrats. Seine Arbeiten konzentrierten sich auf dem Gebiet der Verbindung zwischen körperlichen Krankheiten und Geisteskrankheiten.
Leidesdorf ist auf dem Döblinger Friedhof (Gruppe A, Nummer 19) bestattet.
Im Jahr 1894 wurde in Wien-Döbling (19. Bezirk) die Leidesdorfgasse nach ihm benannt.

## Schriften
- Pathologie und Therapie der psychischen Krankheiten. Enke, Erlangen 1860 (Digitalisat); 2., umgearbeitete und wesentlich vermehrte Auflage: Lehrbuch der psychischen Krankheiten. Enke, Erlangen 1865 (Digitalisat).
- Vierteljahresschrift für Psychiatrie, 1865, herausgegeben zusammen mit Theodor Meynert